# Kurt Ziemke
Kurt Max Paul Ziemke (geboren 2. Januar 1888 in Bromberg; gestorben 18. Juli 1965 in Schweinfurt) war ein deutscher Diplomat.

## Leben
Kurt Ziemke war ein Sohn des Eisenbahnassistenten Friedrich Ziemke und der Hedwig Goger.
Kurt Ziemke besuchte bis 1905 das Gymnasium in Bromberg und studierte anschließend bis 1908 Jura an der Humboldt-Universität zu Berlin und an der Albertus-Universität Königsberg. Seit 1907 war er Mitglied der Burschenschaft Teutonia Königsberg (nach 1950 Burschenschaft Teutonia Königsberg und Germania Greifswald vereinigt zu Marburg). Daneben lernte er, gemeinsam mit Wilhelm Padel und Curt Prüfer, Türkisch am Seminar für Orientalische Sprachen in Berlin. Nach dem türkischen Sprachdiplom Mitte 1908 und dem Referendarexamen trat er Ende 1908 in den preußischen Justizdienst ein. Von Oktober 1909 bis September 1910 war er Einjährigfreiwilliger.
Mitte Juni 1910 wurde er in den Auswärtigen Dienst einberufen und trat im Oktober des gleichen Jahres als Dragomanaspirant an das Generalkonsulat und Botschaft nach Konstantinopel. Im Juli 1912 wurde er promoviert. Während des Ersten Weltkriegs, seine Einberufung war im September 1914, wurde er, seit Mitte November Leutnant der Reserve, 1914/15 an der Westfront schwer verwundet.
Anfang 1915 trat er bis Ende April 1916 seinen Dienst an der Botschaft von Konstantinopel an und wurde dort dann offiziell Übersetzer. Er kam zwischenzeitlich von September 1915 bis Februar 1916 als kommissarischer Leiter nach Rodosto. Als Dragoman war er anschließend erst bis November 1917 am Generalkonsulat in Jerusalem, dann bis zur britischen Besetzung von Damaskus im September 1918 am Konsulat Damaskus, wo er bis Ende Mai 1918 kommissarischer Leiter war. Es folgte bis Ende Oktober 1918 ein Aufenthalt in Konstantinopel. Bis Anfang Dezember 1918 kam er in Tiflis zum Einsatz.
Anschließend kehrte Ziemke nach Deutschland zurück und trat Ende März 1919 seinen Dienst beim Volksrat für die Ostmark in seiner Heimatstadt an. Es folgten zwei Einschnitte. 1920 fielen erst alle offiziellen Stellen in Konstantinopel weg. Und durch das Ende des Dragomanat als eigenständige Karriere musste sich Ziemke zur Konsulatsprüfung melden, um weiter im diplomatischen Dienst tätig sein zu können. In der Folge erneuerte er alle fünf Jahre seine Türkischprüfung:
- 1926 gemeinsam mit fünf anderen Kandidaten bei Wilhelm Bolland
- 1931 nur noch mit Fritz Grobba bei Gotthard Jäschke und
- 1935 wieder bei Gotthard Jäschke

Mit dem Rückgang der Anzahl der Geprüften war Ziemke einer der maßgeblichen Übersetzer aus dem Türkischen für das Auswärtige Amt während der Weimarer Republik. Da zu dieser Zeit der türkische Botschafter Kemaleddin Sami Pascha Deutsch sprach, fiel zumindest das Dolmetschen weg.
Ab 1920 war er Vizekonsul am deutschen Konsulat im nunmehr polnischen Poznań, wurde ab Ende August 1922 wieder im Auswärtigen Amt als Mitglied der deutschen Delegation für die deutsch-polnischen Verhandlungen eingesetzt und kam Ende des Jahres als kommissarischer Leiter an das Konsulat in Brünn. Im Jahr 1923 wechselte er als Leiter einer Passstelle nach Mährisch-Ostrau und kam Mitte 1924 wieder in das Auswärtige Amt, erst in die Abteilung V (Recht) und 1925 in die Abteilung III, Referat O/Orient. Dort wurde er zum Konsul ernannt. Es folgte die Ernennung zum Legationsrat 1926 und zum Legationsrat 1. Klasse 1928. In dieser Zeit vertrat er die Türkeigrundsätze des Außenministers Stresemanns und seines Staatssekretärs von Schuberts. Nach dem Tod Stresemanns 1929 änderten sich die Machtverhältnisse und Ausrichtung und von Schubert wurde 1930 als Staatssekretär abgelöst. Es folgte Ende Januar 1931, entgegen seinen Erwartungen, durch Stresemanns Nachfolger als Außenminister Julius Curtius die Entsendung Ziemkes als Konsul nach Beirut. Vermutungen gibt es, dass damit Curt Prüfer und Hans-Heinrich Dieckhoff freie Hand zur Ausgestaltung der Türkeifrage gegeben werden sollte. Letztendlich verließ mit Ziemke der letzte Türkeikenner die Unterabteilung Orient des Auswärtigen Amtes und erst im Oktober 1931 kehrte mit Gotthard Jäschke ein weiterer Türkeikenner nach Berlin zurück. Im November 1933 ging Ziemke als Gesandter nach Kabul, wo er im November 1936 abgelöst wurde. Anschließend wurde er in den einstweiligen Ruhestand versetzt.

Ziemke trat bereits kurz nach der Machtergreifung, am 1. April 1933 der NSDAP bei und wird als Verfechter antisemitischer Maßnahmen beschrieben. So ist seine Beschwerde beim Propagandaministerium dokumentiert, welche sich damit befasst, wieso der muslimische Autor Essad Bey nicht auf der Liste der verbotenen Autoren auftauchte. Nach Beginn des Zweiten Weltkriegs wurde er Ende September 1939 als Nachfolger von Andor Hencke Vertreter des Auswärtigen Amts beim Reichsprotektor in Böhmen und Mähren. 1940 analysierte Ziemke über die Haltung des tschechischen Volkes zu der jüdischen Bevölkerung in einem seiner politischen Berichte:
Unser Feind ist sein Freund und unser Vorgehen gegen die Juden scheint den Tschechen das Vorzeichen unseres späteren Umgangs mit ihnen zu sein.
In dieser Zeit verfasste er eine Vielzahl von Berichten, u. a. zur politischen Lage, zur Gestaltung des Protektorats oder zur Aktionen der Gestapo. Sein Nachfolger als Vertreter des Auswärtigen Amtes wurde Martin von Janson (1887–1945) und im Februar 1941 war Ziemke als Gesandter z. D. wieder beim Auswärtigen Amt, diesmal in der kulturpolitischen Abteilung, und arbeitete seit Mitte 1941 ohne Verwendung als Generalvertreter von Industrieunternehmen aus dem Protektorat Böhmen und Mähren in Südosteuropa. Er hatte seinen Wohnsitz in Zagreb.
Über Ziemkes Entnazifizierung nach Kriegsende ist nichts bekannt. Zurück in Deutschland arbeitete er noch als Syndikus für ein Industrieunternehmen, als Rechtsberater und als Übersetzer für slawische und orientalische Sprachen für US-amerikanische Konsulate.
Mitte 1935 heiratete er Irmingard Riester.

## Schriften (Auswahl)
- Die Dragomatatsassistenz vor den türkischen Gerichten, 1912.
- Das Türkische Strafgesetzbuch vom 1. März 1926; Gesetz Nr. 765 (Türkisches Gesetzblatt Nr. 320 vom 13. März 1926), Übersetzt von Kurt Ziemke, Berlin: Walter de Gruyter & Co. 1927.
- Die neue Türkei: Politische Entwicklung; 1914–1929, Stuttgart: Deutsche Verlags-Anstalt 1930.
- Als deutscher Gesandter in Afghanistan, Stuttgart: Deutsche Verlags-Anstalt 1939.
  - Tajemný Afghanistan: vyslancem v Kabulu, Übersetzung Růžena Kadlecová, Prag: Orbis 1940.